# Natírbovo
Natírbovo - Натырбово (rus) - és un poble de la República d'Adiguèsia, a Rússia. Es troba a la vora esquerra del riu Labà, a 20 km al sud de Koixekhabl i a 45 km al nord-est de Maikop, la capital de la república.
Pertany al municipi de Kazionno-Kujorski.